# Иванов, Александр Васильевич (писатель, Кострома)
Алекса́ндр Васи́льевич Ивано́в (ок. 1828, Кострома — не ранее 1868, там же) — русский писатель, драматург и журналист.

## Биография
Родился в Костроме около 1828 года в дворянской семье, сын учителя русской словесности. В 1845 году окончил Костромскую гимназию, к 1848 году — два курса Философского факультета Московского университета, после чего вернулся в Кострому. С 1849 по 1851 годы преподавал русский язык в уездном училище и в училище детей канцелярских служащих. В 1850 году предстал перед судом по обвинению в оскорблении часового и был приговорён к заключению в крепости сроком на один месяц. С 1852 года по протекции Алексея Феофилактовича Писемского начал публиковать в столичных журналах очерки, фельетоны и пьесы о жизни и быте провинции. Основными темами произведений были трудности жизни мелкого провинциального чиновничества — бедность, пьянство, бесправие, злоупотребления властей. С 1852 по 1853 годы работал в канцелярии Костромского губернского правления. С 1854 по 1855 годы был редактором газеты «Костромские губернские ведомости», где отвечал за неофициальную часть и публиковал заметки по истории и жизни губернии. Почти всю жизнь был крайне беден, а потому в 1861 и в 1863 году Писемский и Анненков оказали содействие в получении Ивановым пособия от Литературного фонда. В 1867 году пытался получить разрешение на издание газеты «Костромская речь», но эта попытка окончилась неудачей. Умер не ранее 1868 года. По воспоминаниям Нила Петровича Колюпанова, «окончательно спился и погиб в самом отвратительном обществе».